# Denza N7
Denza N7 — среднеразмерный купеобразный электромобиль-кроссовер и подзаряжаемый гибрид (PHEV), выпускаемый компанией Denza с марта 2023 года.

## Описание
В августе 2022 года на международном автосалоне в Чэнду компания Denza представила прототип Denza Inception Concept. Серийно автомобиль начал выпускаться в марте 2023 года под названием Denza N7.
Как и другие модели, Denza N7 разработан исключительно для китайского внутреннего рынка. Первые экземпляры начали поставляться во второй половине 2023 года. Всего было получено 10,5 тысяч заказов.

## Технические характеристики
Как и Denza D9, автомобиль Denza N7 выпускается в виде гибридного или полностью электрического. Базовая комплектация приводится в движение электродвигателем мощностью 313 л. с. Мощность гибридного автомобиля составляет 530 л. с. Базовой моделью стала BYD Seal.

## Галерея

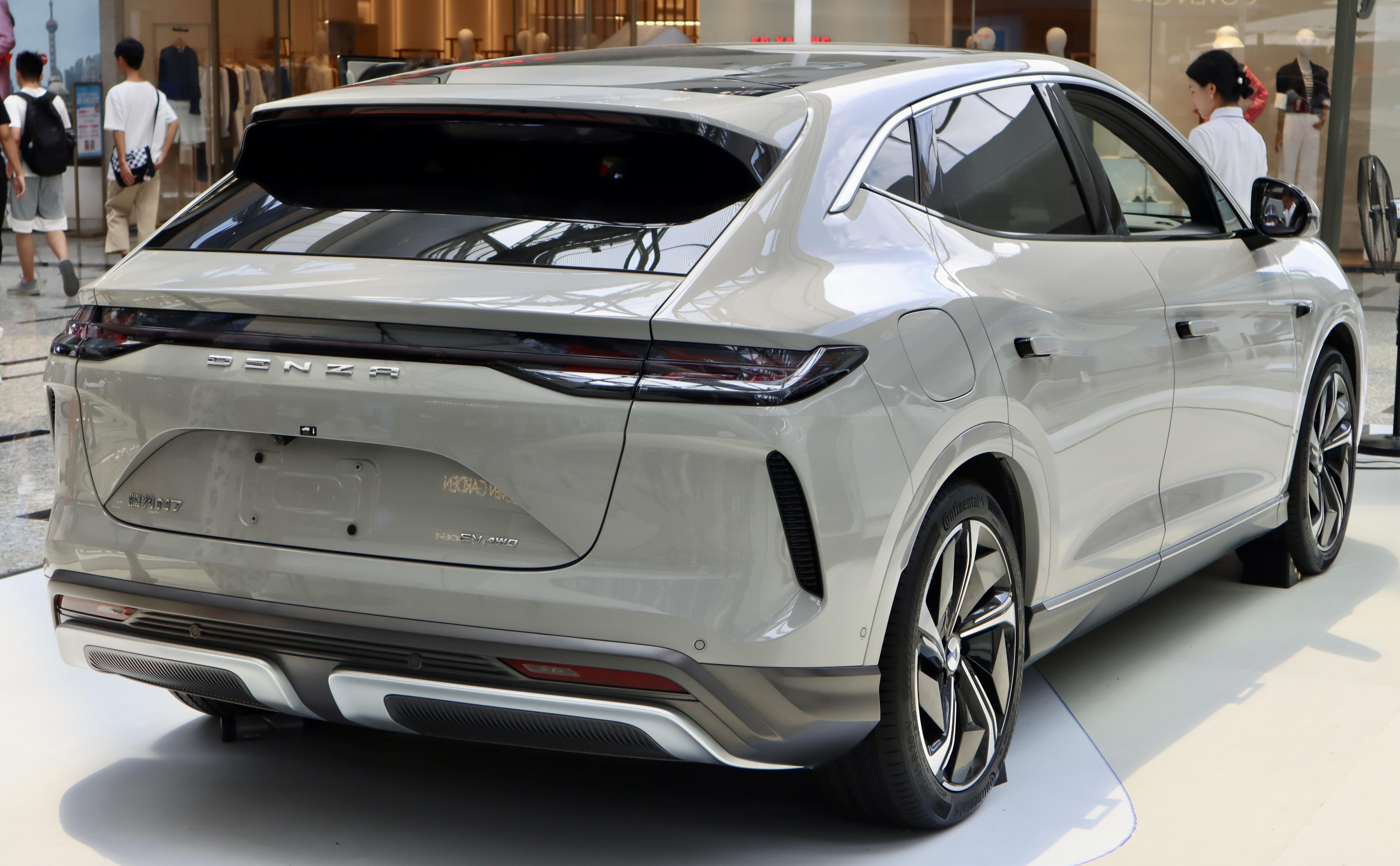
Вид сзади
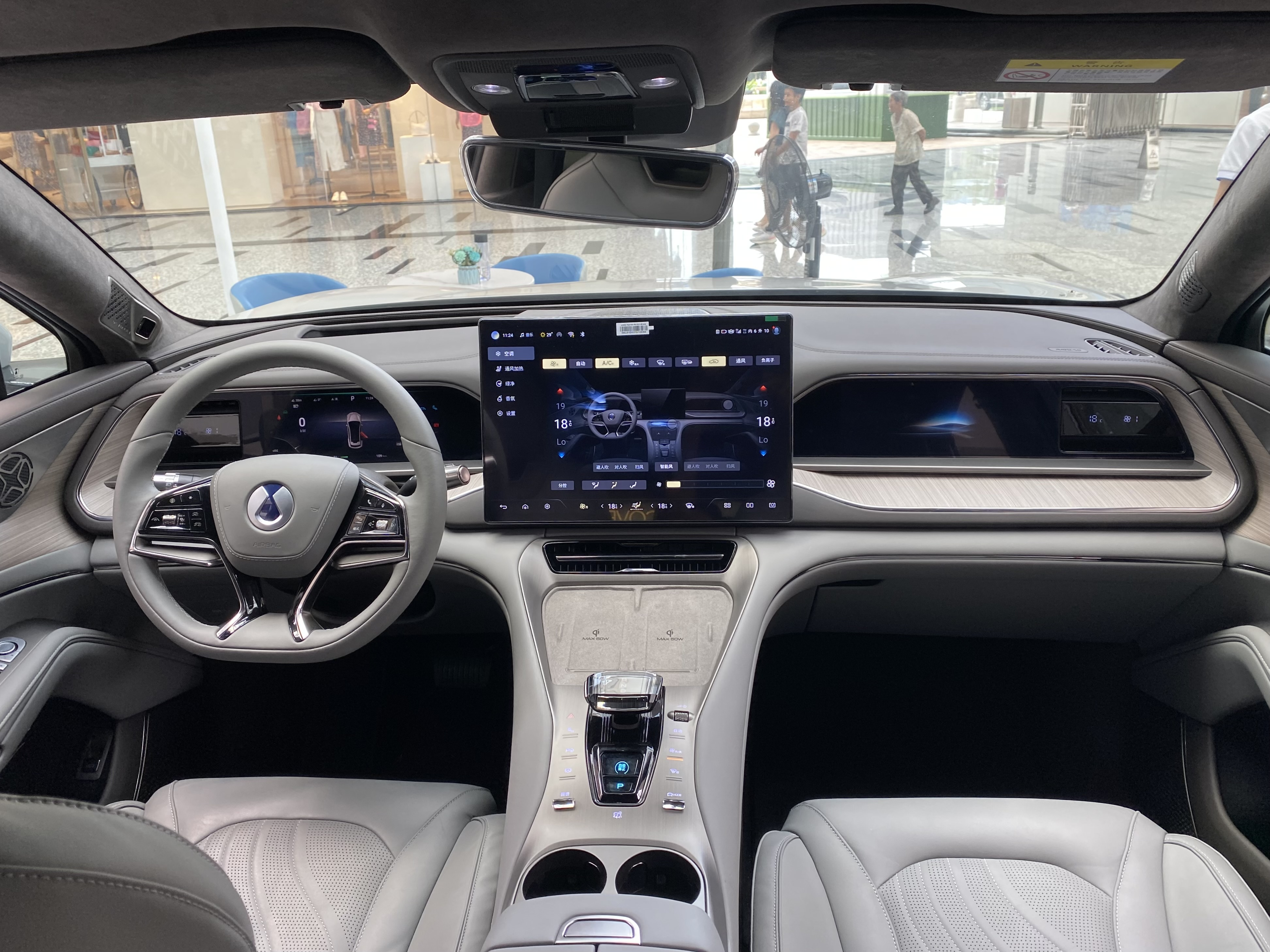
Интерьер
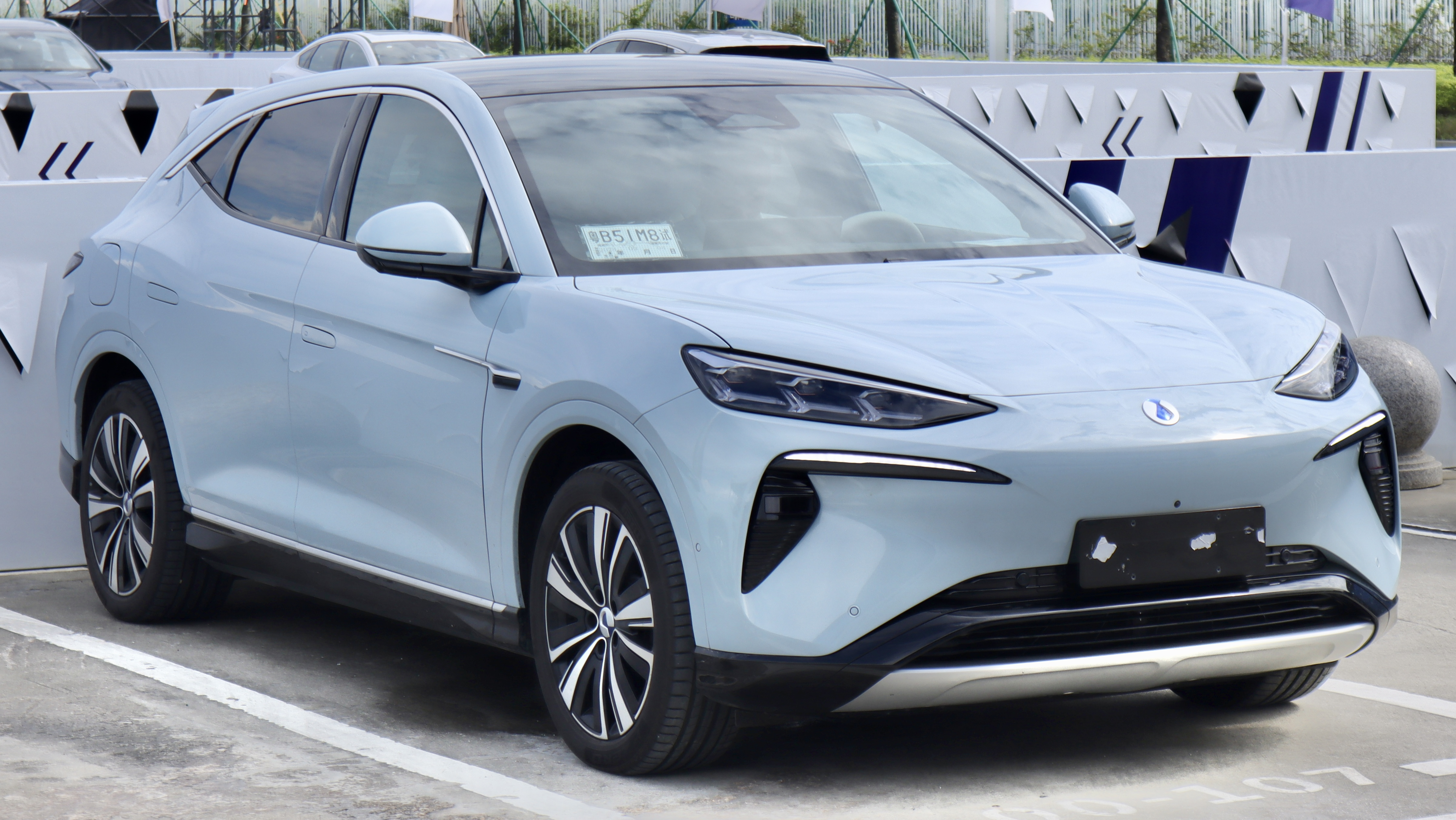
Фейслифт 2024
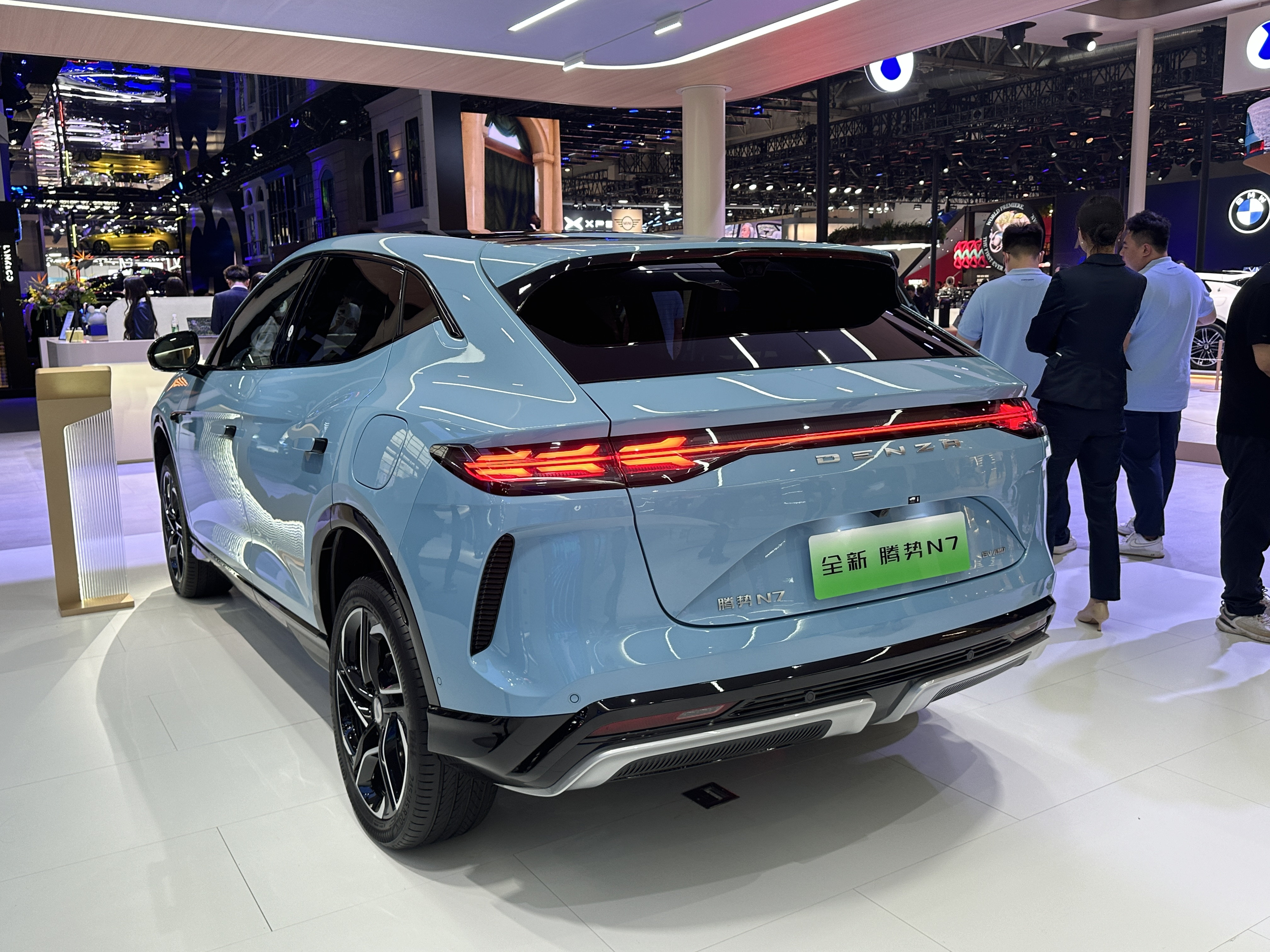
Вид сзади 2024